# لیو هونگ (دونده)
لیو هونگ (چینی: 刘虹؛ زادهٔ ۱۲ مهٔ ۱۹۸۷) دونده پیاده‌روی سرعت اهل چین است.